# Wanda Rachalska
Wanda Zenobia Rachalska z domu Wiebe (ur. 13 lipca 1918 Tyflisie, zm. 12 lutego 2002 w Warszawie) – polska profesor pedagogiki, Sprawiedliwa wśród Narodów Świata.

## Życiorys
Urodziła się w rodzinie Holendra Jana Wiebe i Polki Stefani z domu Mioduszewska. W 1921 rodzina Wiebów repatriowała się do Polski. Wanda Wiebe maturę zdała w Liceum im. Narcyzy Żmichowskiej. Podczas wojny działała w konspiracji. Została aresztowana i był przesłuchiwana w siedzibie Gestapo na al. Szucha. Od 29 lipca 1940 przez jedenaście miesięcy przebywała w oddziale kobiecym więzienia na Pawiaku, tzw. Serbii.
Po wojnie, w 1947, ukończyła psychologię na Uniwersytecie Łódzkim. Pracę magisterską napisała pod kierunkiem prof. Stefana Baleya. Po studiach przeprowadziła się do Gdańska, gdzie uczyła w Liceum dla Wychowawczyń Przeszkoli oraz w Wyższej Szkole Pedagogicznej. W 1958 przeniosła się do Warszawy, gdzie podjęła pracę w Instytucie Pedagogiki (obecnie SGGW). Obroniła w PAN doktorat napisany pod kierunkiem prof. Bogdana Suchodolskiego, a później habilitację.
Od 1983 do 2000 pracowała w Wyższej Szkole Pedagogicznej w Częstochowie. W 1994 rozpoczęła pracę także w Wyższej Szkole Pedagogicznej Towarzystwa Wiedzy Powszechnej w Warszawie.
Zajmowała się głównie zagadnieniami poradnictwa zawodowego. Dotyczyły one metod i form orientacji zawodowej, wiedzy uczniów o zawodach, wymaganiach stawianych kandydatom do zawodów, charakterystyk zawodów i metodologii ich powstawania. W 1991 z jej inicjatywy powstało Stowarzyszenie Doradców Szkolnych i Zawodowych RP, któremu do 1995 przewodniczyła.
Opublikowała 200 prac. Wypromowała 16 doktorów.

### Sprawiedliwa wśród Narodów Świata
Jesienią 1942, za pośrednictwem swojej świekry Anny Rachalskiej, Wanda wraz z mężem Alfredem Lubomirem przyjęli do swego mieszkaniu przy ul. Górczewskiej 12/22 Żydówkę Anitę Penner, podając ją jako siostrzenicę Alfreda Lubomira. Mieszkała tam przez blisko dwa lata. Kilka dni przed Powstaniem Warszawskim Wanda znalazła błąkającą się po kartoflisku 11-letnią Simę Najberg, którą także przygarnęła.
8 sierpnia 1944 Rachalska wraz z dziewczynkami trafiła do obozu przejściowego w Pruszkowie, skąd po kilku dniach uciekły. Udało im się dotrzeć do zaprzyjaźnionej rodziny Marty i Haliny Orłowskich w Milanówku. Tu spotkała się z mężem, którego nie widziała od wybuchu Powstania.
Sima pozostała w Milanówku do 1946, po czym wyjechała do Ramat Ganie w Izraelu. Rachalscy z Anitą po kilku tygodniach przenieśli się do wsi Mogiły. Na przełomie listopada i grudnia 1944 odnalazła ich matka Anity, która odebrała córkę. Matka Anity zginęła w wyniku działań wojennych. Po wojnie Anita (nosząca później nazwisko Lutowiecka-Wranicz) została profesor medycyny na Akademii Medycznej w Łodzi.
W 1991 Wanda Rachalska otrzymała od Instytutu Jad Waszem medal Sprawiedliwej wśród Narodów Świata.

## Publikacje książkowe
- O miłości i rodzinie, Warszawa : Państwowe Zakłady Wydawnictw Szkolnych, 1973.
- Rodzina, szkoła, wychowanie, Warszawa : Wydawnictwa Szkolne i Pedagogiczne, 1978.
- Pedagogika pracy, Warszawa : Wydawnictwa Szkolne i Pedagogiczne, 1978, 1980.
- Wybór zawodu a wychowanie przez pracę w rodzinie, Warszawa : Instytut Wydawniczy Związków Zawodowych, 1984.
- Problemy orientacji zawodowej, Warszawa : Wydawnictwa Szkolne i Pedagogiczne, 1987.